# Miscellania dentata
Miscellania dentata é uma espécie de anelídeo pertencente à família Syllidae.
A autoridade científica da espécie é Martin, Alós & Sardá, tendo sido descrita no ano de 1990.
Trata-se de uma espécie presente no território português, incluindo a sua zona económica exclusiva.